# Rolento Schugerg
Rolento (ロレント・エフ・シュゲルグ  Rorento Efu Shugerugu) es un exmiembro de la banda criminal Mad Gear con orígenes militares. Después de entrar en la Mad Gear y tras la desarticulación de la misma, quiso sitiar una nación en Metro City con su ejército privado, pero no lo consiguió.
En los acontecimientos de Street Fighter Alpha 3, buscó junto a Sodom hombres fuertes para su ejército, una renacida Mad Gear. En particular, Rolento buscó a Cody, a quien recordaba de anteriores batallas, hasta que se dio cuenta de que Cody era un simple criminal y decidió dejarlo en paz.

## Apariencia
Rolento es un estadounidense que lleva un arsenal de guerra, con cinturones de armas (donde guarda sus granadas) pasando por encima de sus hombros, y una boina roja en su cabeza. Tiene un pañuelo rojo en su traje amarillo desgastado, usa un palo de billar de color verde y tiene una cicatriz en el medio del rostro, la cual al parecer se la hizo Guy. Este personaje apareció originalmente en Final Fight, donde llevaba un uniforme verde oliva, blandiendo una porra marrón.

## Final Fight
Rolento hizo su primera aparición como jefe de cuarta etapa en el Final Fight original. De acuerdo con su historia de fondo original, Rolento es un exmiembro de la unidad de fuerzas especiales, explicando por su apariencia militar, su boina roja y sus habilidades. Él fue el encargado de líder un pequeño grupo de pandilleros de elite (Entre ellos El Gado y Hollywood, un grupo de soldados similares a los anteriormente mencionados) Este grupo criminal se situaba en las plantas de armería en la zona industrial de Metro City y era muy influyente en la Organización Criminal Mad Gear. Él lucha con un palo de billar y sus técnicas especiales incluyen en treparse por la pared saltar y patear, golpear con su palo de billar y su lanzarte con una llave. Cuando está bajo de energía, empieza a incrementar su velocidad y lanzar granadas (Lo cual se hace más difícil de vencerlo). Cuando es derrotado, en lugar de desvanecerse como la mayoría de los enemigos en el juego, se inmola con sus propias granadas. Después de ser derrotado por Guy, quien le dejó una cicatriz en la cara causada por un shuriken lanzado por Guy.
En la versión de SNES la zona industrial fue excluida del juego debido a la falta de memoria en el formato de SNES, ya que para enmendar su error, en el videojuego Final Fight 2 aparece Rolento como jefe en la cuarta etapa.

## Street Fighter Alpha 2
Aparece por primera vez en Street Fighter Alpha 2, después del anterior juego de la inclusión de Guy y Sodom , a pesar de que previamente hizo un cameo en el juego anterior. Én este videojuego es un personaje jugable con muchas de las mismas técnicas que utilizó en Final Fight. En la historia del juego, que ya no se contenta con ser un lacayo de banda de la Mad Gear, este trató de crear su propia nación utópica. Este se encuentra con Sodom y el guerrero enmascarado trata de convencerlo para reunirse con la nueva Mad Gear. Rolento se niega, diciendo que él no tiene necesidad de ellos nunca más. Sodom lo reta a una pelea. Mientras tanto Rolento tiene un encuentro con Guy. Rolento se da cuenta de Guy todavía lo recuerda como su "líder". Guy insulta a Rolento, diciendo que él no ha aprendido la lección y que odia a los alumnos lentos. Rolento hace una última amenaza, diciendo que tendrá que reconstruir su imperio con el rostro de Guy. Al final, él hace su movimiento y los intentos de iniciar su nueva nación en Metro City, conduciendo un tanque a través de la zona de negocios. El alcalde Mike Haggar es llamado a detenerlo.

## Street Fighter Alpha 3
En el Street Fighter Alpha 3, Rolento, recordó a Cody como un gran peleador en el pasado, lo buscó para tratar de reclutarlo en su ejército. Cuando finalmente encontró a Cody con un uniforme de la prisión y esposado, Rolento llegó a desanimarse por ver a un corrupto del grupo en el que fue derrotado a manos de Guy cuando él era un miembro de la pandilla Mad Gear. Él quería que el héroe de vuelta en el día, a pesar de que Cody se había negado a participar de todos modos. También ve a Sodom y lo derrotó una vez más, que a continuación afirma el militar había perdido de vista lo que realmente Mad Gear representaba. Finalmente se tropieza con M. Bison después de robar armas a la Shadaloo para su ejército. Se entera de la unidad psico lava el cerebro a la gente, y decide en contra de su uso. Él no puede tener una utopía si la gente no puede tomar sus propias decisiones. Sodom, que había seguido a Rolento a pesar de sus argumentos anteriores, lo oye proclamar esto y se da cuenta de que Rolento no pierde de vista los ideales de Mad Gear, después de todo. Ellos hacen y deciden trabajar juntos para usar esos valores para hacer una gran nación utópica para así reconstruir la Mad Gear.

## Street Fighter x Tekken
Rolento vuelve a aparecer en el videojuego Street Fighter x Tekken en el que su compañera de etiqueta es Ibuki.

## Ultra Street Fighter IV
El ejército de Rolento participa en al menos un conflicto; después de una batalla, Rolento hace un discurso a sus soldados sobre cómo su misión es salvar el mundo. Él recibe un informe acerca de un contratista militar privado, SIN, que se prueba un nuevo sistema de mejora de soldado (BLECE) en un próximo torneo. En respuesta, Rolento entra en el torneo con el fin de obtener el sistema de mejora para él y su ejército. 
En su conclusión, Rolento enfrenta y derrota a Seth, fingiendo una oferta para hacer un trato con él, antes de usar la oportunidad para acabar con él por lo que le lanza sus granadas. Luego, él le dice a sus hombres que la base en ruinas ahora les pertenece a ellos, y que ellos son para recorrer las ruinas para cualquier cosa que puedan encontrar. Cuando los soldados comienzan a buscar en la base, motor Tándem dañado fuertemente de Seth se muestra apagar.

## Concepto de creación
El origen de Rolento se remonta en el anime-manga Hokuto no Ken (El puño de la estrella del norte) con el personaje del Coronel de la organización Golan (Aunque en la versión anime y en la película de 1986 lo ponen como un secuaz de Shin a pesar de que en el manga, Shin muere antes de la aparición del coronel). Cabe decir que SNK también se inspiró en dicho personaje para la creación de Heidern en The King of Fighters, por lo que podemos decir que Heidern es el equivalente de Rolento.

## Técnicas y Especiales

### Movimientos Especiales
- Patriot Circle
- Stringer
- Mekong Delta
- Air Raid
- Mekong Delta Escape
- Mekong Delta Attack

### Super y Ultra Ataques
- Take no Prisoner
- Steel Rain
- Mine Sweeper

## Datos Adicionales
- Gusta: El Orden y La Disciplina.
- Odia: La debilidad, la pereza.
- Hobbies: Crear trampas, emboscadas y lanzar granadas.

## Apariciones
- Final Fight
- Final Fight 2
- Street Fighter Alpha 2
- Street Fighter Alpha 3
- Final Fight Revenge
- Capcom Vs SNK 2
- Street Fighter X Tekken
- Ultra Street Fighter IV